# Galleryfurniture.com Tennis Challenge 2000
Il Galleryfurniture.com Tennis Challenge 2000 è stato un torneo di tennis giocato sulla terra rossa. È stata la 14ª edizione del torneo, che fa parte della categoria International Series nell'ambito dell'ATP Tour 2000. Si è giocato ad Atlanta negli USA dal 10 al 16 aprile 2000.

## Campioni

### Singolare
Andrew Ilie ha battuto in finale  Jason Stoltenberg con il punteggio di 6–3, 7–5

### Doppio
Ellis Ferreira /  Rick Leach hanno battuto in finale  Mark Knowles /  Justin Gimelstob con il punteggio di 6–3 6–4